# Droga wojewódzka 352
Die Droga wojewódzka 352 (DW 352) ist eine 35 Kilometer lange Droga wojewódzka (Woiwodschaftsstraße) in der polnischen Woiwodschaft Niederschlesien, die die Droga krajowa 30 in Zgorzelec mit Bogatynia und Tschechien verbindet. Die Strecke liegt im Powiat Zgorzelecki.

## Streckenverlauf
Woiwodschaft Niederschlesien, Powiat Zgorzelecki
-  Koźmin (Kosma) (DW 355)
-  Radomierzyce (Radmeritz) (DW 357)
- Ręczyn (Lissa)
- Działoszyn (Königshain)
-  Bogatynia (Reichenau in Sachsen) (DW 354)